# Cuaternario
| Era Eratema | Período Sistema | Época Serie | Inicio (millones de años) |
| ----------- | --------------- | ----------- | ------------------------- |
| Cenozoico   | Cuaternario     | Holoceno    | 0,0117                    |
| Cenozoico   | Cuaternario     | Pleistoceno | 2,58                      |
| Cenozoico   | Neógeno         | Plioceno    | 5,333                     |
| Cenozoico   | Neógeno         | Mioceno     | 23,04                     |
| Cenozoico   | Paleógeno       | Oligoceno   | 33,90                     |
| Cenozoico   | Paleógeno       | Eoceno      | 56,00                     |
| Cenozoico   | Paleógeno       | Paleoceno   | 66,00                     |

El Cuaternario es el tercer y último período y sistema del Cenozoico en la escala temporal geológica. Sucede al Neógeno, se inició hace 2,59 millones de años y llega hasta la actualidad. Hasta el año 2009, se consideraba que el Cuaternario comenzaba hace 1,81 millones de años, pero la Comisión Internacional de Estratigrafía le añadió la edad y piso Gelasiense, adelantando por tanto su comienzo. El Cuaternario se destina a cubrir el período reciente de ciclos de glaciaciones y, puesto que algunos episodios de enfriamiento y glaciación caen en el Gelasiano, esto justifica su traslado al Cuaternario.
Fue durante el Cuaternario cuando apareció el Homo sapiens sobre la Tierra. A su vez, se extinguieron grandes especies, tanto vegetales como animales, y fueron las aves y mamíferos los vertebrados que dominaron la Tierra. En síntesis, hubo un gran predominio de los mamíferos, una gran expansión del ser humano, y la presencia de una flora y una fauna muy parecida a la actual, por lo que también se han apuntado las migraciones de grandes mamíferos o el origen del hombre como posibles criterios. Por eso, a veces es denominado Antropozoico.

## Evolución histórica de la definición de Cuaternario

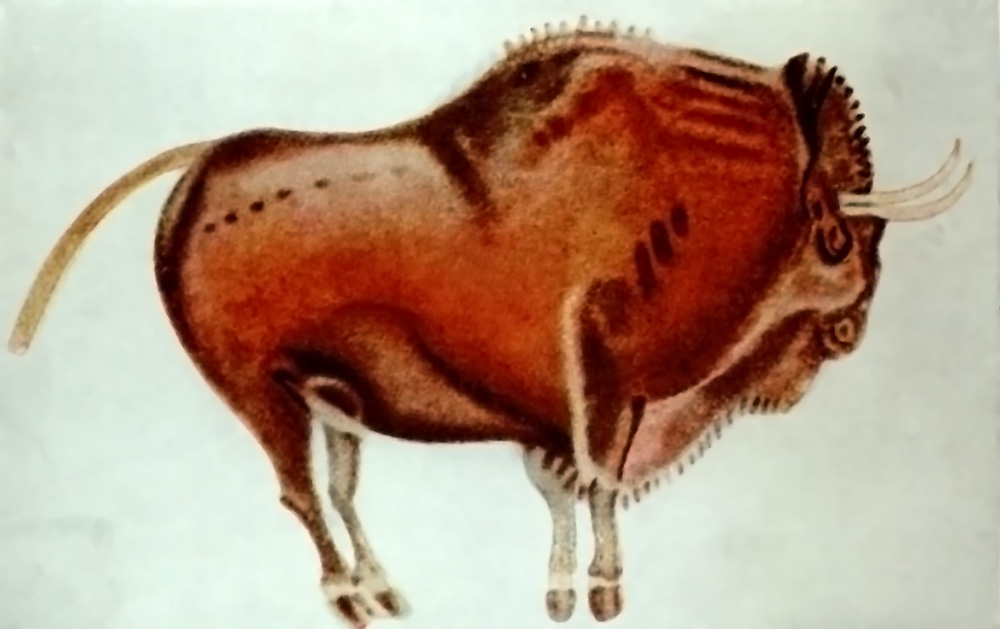
Pintura de un bisonte en la cueva de Altamira, hace unos 14 000 años.

El término Cuaternario fue propuesto por el geólogo italiano Giovanni Arduino en 1759 para datar los depósitos aluviales localizados en el valle del río Po, en el norte de Italia, ya que proponía que los estratos geológicos de esta región podían ser divididos en cuatro formaciones sucesivas. Posteriormente fue introducido en la geología francesa por Jules Desnoyers en 1829, que lo aplicó a los sedimentos de la cuenca del Sena, Francia, que parecían ser claramente más jóvenes que las rocas del período Terciario. Ocasionalmente se ha usado el término Neozoico (del griego νέος, neos, ‘nuevo’  y ζωϊκός, zoico, ‘animal’), hoy en desuso.
El período Cuaternario sigue al Neógeno y se extiende hasta el presente: cubre el lapso de tiempo de las glaciaciones clasificadas como Pleistoceno, e incluye el actual período interglacial, el Holoceno. Esto sitúa el comienzo del Cuaternario en el inicio de la glaciación del hemisferio norte, hace aproximadamente 2.6 millones de años. Antes de 2009, el Pleistoceno se definía como desde hace 1.81 Ma hasta el presente, por lo que la definición actual del Pleistoceno incluía una parte de lo que, antes de 2009, se definía como Plioceno.
Los estratígrafos del Cuaternario generalmente trabajaban con subdivisiones regionales. Desde la década de 1970, la Comisión Internacional de Estratigrafía (International Commission on Stratigraphy, ICS) intentó hacer una única escala de tiempo geológico basada en los GSSP (Global Boundary Stratotype Section and Point o sección estratotipo y punto de límite global), que pudieran ser utilizadas a nivel internacional. Las subdivisiones del Cuaternario se definieron sobre la base de la bioestratigrafía en lugar de la paleoclimatología. Esto condujo al problema de que la base de la propuesta del Pleistoceno era 1.81 Ma, mucho después del inicio de las glaciaciones importantes del hemisferio norte. El ICS entonces propuso abolir el uso del nombre Cuaternario, lo que pareció inaceptable a la Unión Internacional para el Estudio del Cuaternario (International Union for Quaternary Research, INQUA). En 2009, se decidió formalizar el Cuaternario como el período más reciente de la Era Cenozoica con su base en 2.59 Ma, incluyendo la edad Gelasiano,  anteriormente última parte de la época Plioceno del período Neógeno.
El Antropoceno se ha propuesto como una nueva división del Cuaternario, ya que señala el impacto antrópico sobre el medio ambiente global a partir de la revolución industrial, o hace unos 200 años. El Antropoceno no ha sido designado oficialmente por el ICS, sin embargo, una subcomisión tiene el objetivo de completar una propuesta para la creación de una época (la tercera del Cuaternario) o edad (una subdivisión del Holoceno) para el año 2016.

## Divisiones
| Era Eratema | Periodo Sistema | Época Serie | Subépoca Subserie   | Edad Piso                                  | Inicio, en millones de años |
| ----------- | --------------- | ----------- | ------------------- | ------------------------------------------ | --------------------------- |
| Cenozoico   | Cuaternario     | Holoceno    | Tardío / Superior   | Megalayense Megalayiano                    | 0,0042                      |
| Cenozoico   | Cuaternario     | Holoceno    | Medio               | Norgripiense Norgripiano                   | 0,0082                      |
| Cenozoico   | Cuaternario     | Holoceno    | Temprano / Inferior | Groenlandiense Groenlandiano               | 0,0117                      |
| Cenozoico   | Cuaternario     | Pleistoceno | Tardío / Superior   | Superior / Tardío (Tarantiense Tarantiano) | 0,129                       |
| Cenozoico   | Cuaternario     | Pleistoceno | Medio               | Chibaniense Chibaniano                     | 0,774                       |
| Cenozoico   | Cuaternario     | Pleistoceno | Temprano / Inferior | Calabriense Calabriano                     | 1,80                        |
| Cenozoico   | Cuaternario     | Pleistoceno | Temprano / Inferior | Gelasiense Gelasiano                       | 2,58                        |
| Cenozoico   | Neógeno         | Neógeno     | Neógeno             | Neógeno                                    | 23,03                       |
| Cenozoico   | Paleógeno       | Paleógeno   | Paleógeno           | Paleógeno                                  | 66                          |

El Pleistoceno, la primera y más larga época del período, se caracterizó por los ciclos de glaciaciones. Se han sucedido numerosos períodos glaciares e interglaciares alternativamente en intervalos de entre 40 000 y 100 000 años, aproximadamente. En los períodos glaciares las masas de hielo avanzan sobre los continentes cubriendo hasta un 40 % de la superficie de la tierra, mientras que en los más cortos períodos interglaciares el clima se hace más suave y los glaciares retroceden. 
El Holoceno, segunda época del Cuaternario que comenzó hace unos 12 000 años y continúa en la actualidad, es un período interglaciar en el que el deshielo hizo subir unos 120 metros el nivel del mar, inundando grandes superficies de tierra.

## Paleogeografía
Durante el corto espacio de tiempo que abarca este período, la deriva continental fue inferior a 100 km, lo que es en gran medida irrelevante para la paleontología. No obstante, el registro geológico se conserva en mayor detalle que en los períodos anteriores y es fácilmente relacionable en los mapas actuales, revelando una serie de extraordinarios cambios en la geografía del planeta.

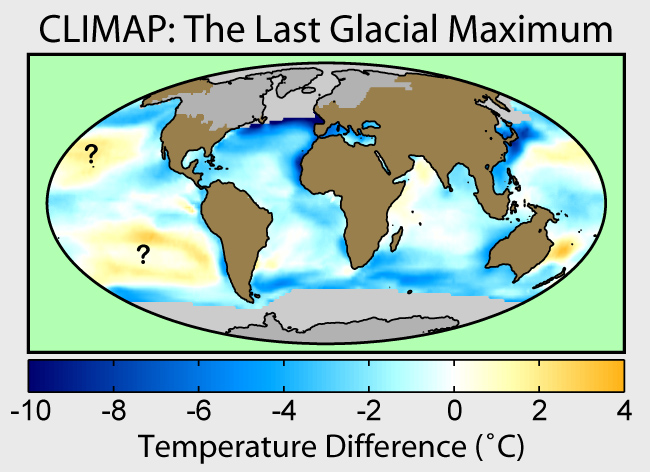
Extensión del hielo durante el último máximo glaciar hace unos 20 000 años. La creación de placas de hielo de 3 a 4 km de espesor causó un descenso a nivel global del nivel del mar de aproximadamente 120 m.

Durante todo el Pleistoceno, así como en el Plioceno, existió un casquete polar en la Antártida. Hay incertidumbre si la capa de hielo de Groenlandia se mantuvo durante todos los períodos interglaciares. Durante las glaciaciones, los glaciares continentales llegaron al paralelo 40 en algunas zonas. Los glaciares continentales cubrieron gran parte de Norteamérica, Europa y Siberia. Durante el último máximo glaciar, hace 20 000 años, en Norteamérica el Manto Laurentino cubría completamente Canadá, Groenlandia y el norte de Estados Unidos. Alaska permaneció casi libre de hielos por las condiciones de sequedad. La superficie cubierta por los hielos en esta zona se estima en 13-16 millones de km², de hasta 4 km de espesor y conteniendo unos 30 millones de km³, más que la Antártida en la actualidad. En Eurasia, el Manto Finoscandinavo cubría el Norte de Europa, incluyendo las islas británicas, Mar del Norte, Mar Báltico, Alemania, Polonia y Rusia hasta el Oeste de Siberia. El centro y este de Siberia probablemente estaban libres de hielos debido a la falta de humedad. La superficie cubierta por los hielos se estima en 6.7 millones de km² de hasta km de espesor y un volumen de hielo de unos 7 millones de km³, casi cuatro veces menos que en Norteamérica.
En el Hemisferio Sur, el manto de hielo de la Antártida puede que no fuera muy diferente del que existe en la actualidad. Fuera de estas zonas, las principales capas de hielo se formaron en los Alpes y en el Himalaya. Los Andes se cubrieron de una capa de hielo al sur de la Patagonia. Hubo glaciares en Nueva Zelanda y Tasmania. En África oriental y central, los glaciares del Monte Kenia, Kilimanjaro y Ruwenzori eran mayores. Había glaciares en las montañas de Etiopía y al oeste del Atlas. Se estima que, en el máximo glaciar, el 30 % de la superficie terrestre estaba cubierta por el hielo, unos 44.4 millones de km², frente al 10 % de la actualidad, unos 14.9 millones de km². Además, una capa de permafrost se extendía hacia el sur desde el borde de la hoja glaciar, unos pocos cientos de kilómetros en Norteamérica y varios cientos en Eurasia. La temperatura media anual en el borde del glaciar sería de -6 °C y en el borde del permafrost, 0 °C. 

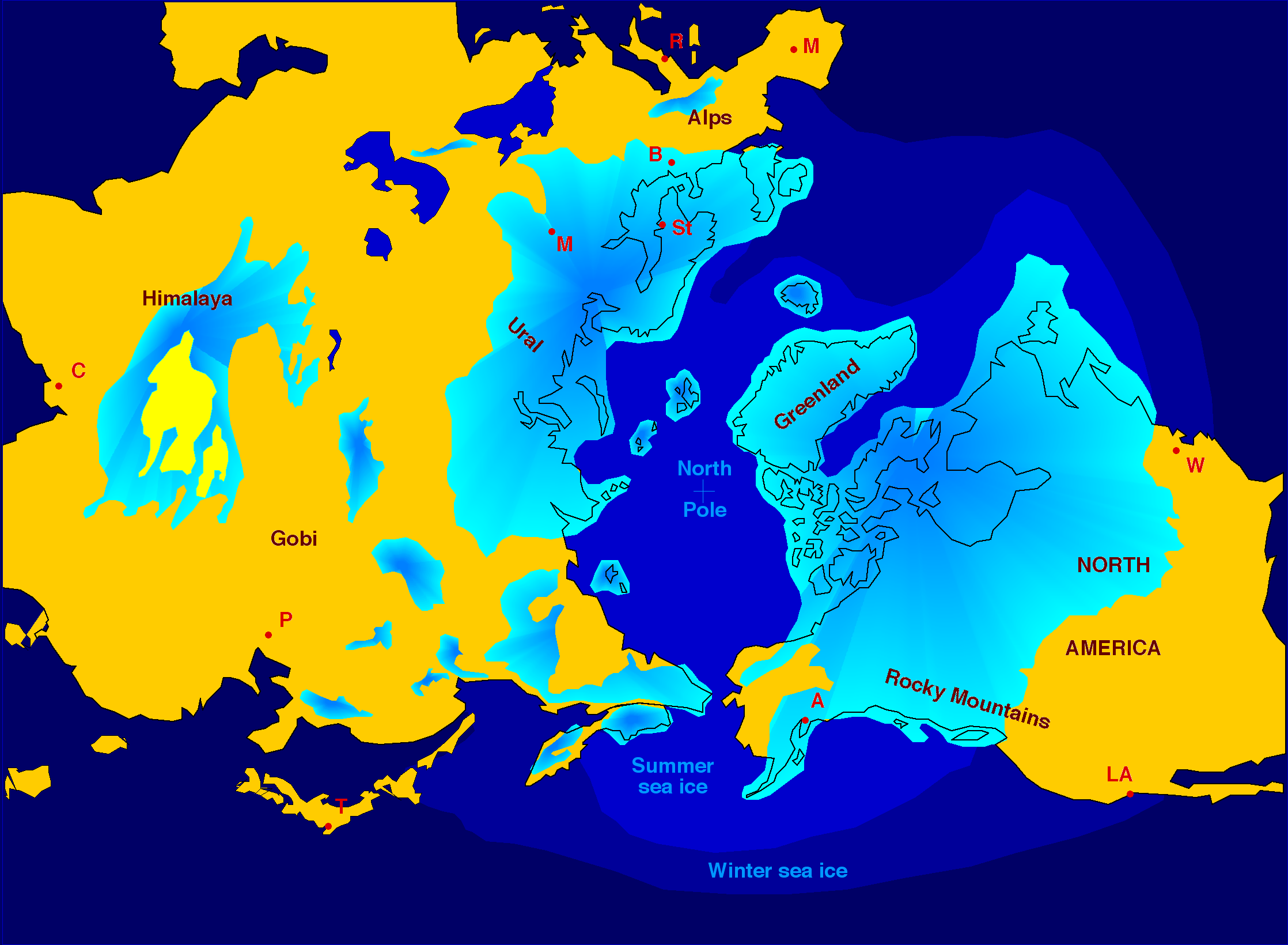
Extensión de la capa de hielo en el Hemisferio Norte durante el último máximo glaciar. El Manto Laurentino cubre Norteamérica y el Manto Finoescandinavo cubre Eurasia.

Los principales efectos de las glaciaciones fueron la erosión y deposición de materiales sobre grandes zonas de los continentes, la modificación de los sistemas fluviales, la creación de millones de lagos, los cambios en el nivel del mar, el desarrollo de lagos pluviales lejos de los márgenes del hielo, los ajustes isostáticos de la corteza y anomalías en los vientos. Cada avance de los glaciares retendría enormes volúmenes de agua en las capas de hielo continental de 1.5‑3 km de espesor, lo que bajaría el nivel del mar 100 m o más sobre la totalidad de la superficie de la Tierra. Durante los períodos interglaciares, como el que estamos viviendo en la actualidad, la línea de costa retrocedió, mitigada por la reacción isostática u otros movimientos emergentes en algunas regiones.
Entre estos cambios se incluye el emergido periódico del Canal de la Mancha, formando un puente terrestre entre Gran Bretaña y el continente europeo; el cierre periódico del Estrecho de Bering, formando un puente terrestre entre Asia y Norteamérica; la unión al Continente Asiático de las Islas de Indonesia, Nueva Guinea, Japón y Taiwán; y la unión a Australia de Nueva Zelanda y Tasmania. Durante las glaciaciones, al bajar el nivel del mar, el Mar Negro y Mar Báltico se convertían en lagos de agua dulce, mientras que al subir el nivel del mar los estrechos del Bósforo y Skagerrak se abrían y los llenaban de agua salada. Otros cambios fueron las inundaciones repentinas periódicas de las Scablands en el Estado de Washington por la fusión de los glaciares. Los Grandes Lagos y otros grandes lagos de Canadá y la Bahía de Hudson, también son sólo los resultados del último ciclo y son temporales. 
En los sucesivos períodos glaciar e interglaciares hubo diferentes patrones en la distribución de los lagos y bahías. Los depósitos continentales y costeros junto a los fondos marinos nos permiten un conocimiento de los fenómenos que ocurrieron, como el desarrollo de las formaciones morrénicas, fluvioglaciares, lacustres y eólicas (loess) o la formación de los últimos relieves alpinos.

## Glaciaciones

Gráfica de CO_{2} (verde), temperatura estimada (azul) y polvo (rojo) obtenido a partir de los núcleos de hielo tomados en el lago Vostok para los últimos 420 000 años.

Hasta hace poco se creía que durante el Período Cuaternario las fluctuaciones en el volumen total de hielo sobre la tierra, el nivel del mar y la temperatura global se habían producido en ciclos de, inicialmente, 41 000 años y, más recientemente, de 100 000 años. Para ello se basaban en los núcleos de hielo extraídos correspondientes a los últimos 800 000 años y en los núcleos de sedimentos marinos para los períodos anteriores. Se calculaba que había habido unos 80 ciclos de glaciaciones. 
Así, se suponía que en el último millón de años se habían producido cuatro glaciaciones principales, con sus consiguientes interperíodos, denominándose (según la escuela clásica que toma como referencia Europa central con nombre de a los ríos, afluentes del Danubio, donde se determinaron las primeras observaciones): Glaciación de Günz (comienza hace 1.1 millones de años), Glaciación de Mindel (580 000 años), Glaciación de Riss (200 000 años) y Glaciación de Würm (80 000 años). Dos episodios anteriores de glaciación fueron denominados Biber (2.5 millones de años) y Donau (1.8 millones de años).
Se había asentado la idea de que actualmente, al finalizar la glaciación de Würm o Wisconsin, la tierra estaba en un período interglaciar, que marcó el comienzo de la época del Holoceno. Este habría comenzado hace unos 12 000 años, causando que la capas de hielo del último período glaciar comenzaran a desaparecer. Los remanentes de esta capa de hielo, que todavía existen en Groenlandia y la Antártida, ocupan ahora aproximadamente el 10 % de la superficie terrestre. Se considera que el ciclo de glaciaciones todavía continúa y algunos investigadores creen que el próximo período glaciar podría ocurrir dentro de 50 000 años.
Pero hoy en día la definición misma de las glaciaciones en el sentido clásico (largos y estables episodios fríos seguidos de otros más cálidos) está siendo muy cuestionada. Actualmente se da por seguro que lo que hubo fueron una serie de estadios isotópicos muy numerosos y de corta duración, a los que se refieren los científicos con numeraciones pares para las fases frías e impares para las templadas. A pesar de lo cual sigue manteniéndose la terminología relacionada con las glaciaciones como referencia a la hora de fechar los acontecimientos del Cuaternario y su correspondiente Paleolítico.

## Clima

Vegetación durante el último máximo glaciar, hace unos 20 000 años.

Durante los máximos glaciares la temperatura en las aguas oceánicas superficiales era 4-5 °C inferior a la actual (actualmente es de ∼18 °C para las aguas subtropicales y ∼14 °C para las subpolares), al igual que en los trópicos. Durante los máximos interglaciares la temperatura pudo ser superior en 1-2 °C a la actual.
La presencia de hielo en gran parte de los continentes modificó en gran medida las pautas de circulación atmosférica. Los vientos cerca de los márgenes glaciales eran fuertes y persistentes debido a la abundancia de aire denso y frío procedente del glaciar. Estos vientos recogían y transportaban grandes cantidades de sedimentos de grano fino erosionado por los glaciares. Este polvo se acumuló como loess, formando depósitos irregulares en gran parte del valle del Río Misuri, Europa central y norte de China.
Las dunas de arena fueron mucho más amplias y activas en muchas áreas durante el período Cuaternario temprano. Un buen ejemplo es la región de las colinas de arena en Nebraska, que cubre un área de unos 60 000 km². Esta región fue una gran campo de dunas activas durante la época del Pleistoceno, pero hoy en gran parte se ha estabilizado por una cobertura de pastos.
El clima del Pleistoceno podría estar caracterizado por el fenómeno continuo de El Niño con vientos alisios en el Pacífico Sur, debilitándose o calentándose al este, aire caliente cerca de Perú, corrientes oceánicas cálidas desde el oeste del Pacífico y Océano Índico al este del Pacífico, y otros marcadores de El Niño.
Durante los períodos glaciares las lluvias fueron menos abundantes debido a la disminución de la evaporación del agua de los océanos. Por otro lado, debido a esta sequedad del clima, los desiertos serían más extensos y más secos.

## Paleobiología
Los severos cambios climáticos durante los ciclos de glaciaciones tuvieron importantes impactos sobre la fauna y la flora. Con cada avance del hielo, grandes extensiones de los continentes se despoblaron completamente, con plantas y animales retirándose hacia el sur, empujados por el avance del frente glaciar. Se produjo un fuerte estrés provocado por los drásticos cambios climáticos, la disminución del espacio vital y la reducción del suministro de alimentos. Respecto a la flora, los fósiles que han quedado ofrecen una curiosa similitud con la actual. Donde existieron más cambios fue en la fauna. A finales del Pleistoceno se produjo un gran evento de extinción de grandes mamíferos (megafauna): todos los continentes, a excepción de África y Asia perdieron la fauna de más de una tonelada de peso. La acción humana también pudo desempeñar un papel, además de los cambios climáticos. Desaparecieron especies tales como los mamuts, mastodontes, el oso de las cavernas, megaterio, gliptodonte, Smilodon o el megacero. Los Neandertales también desaparecieron durante este período.

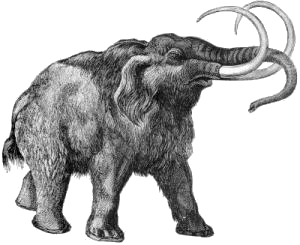
Mamut
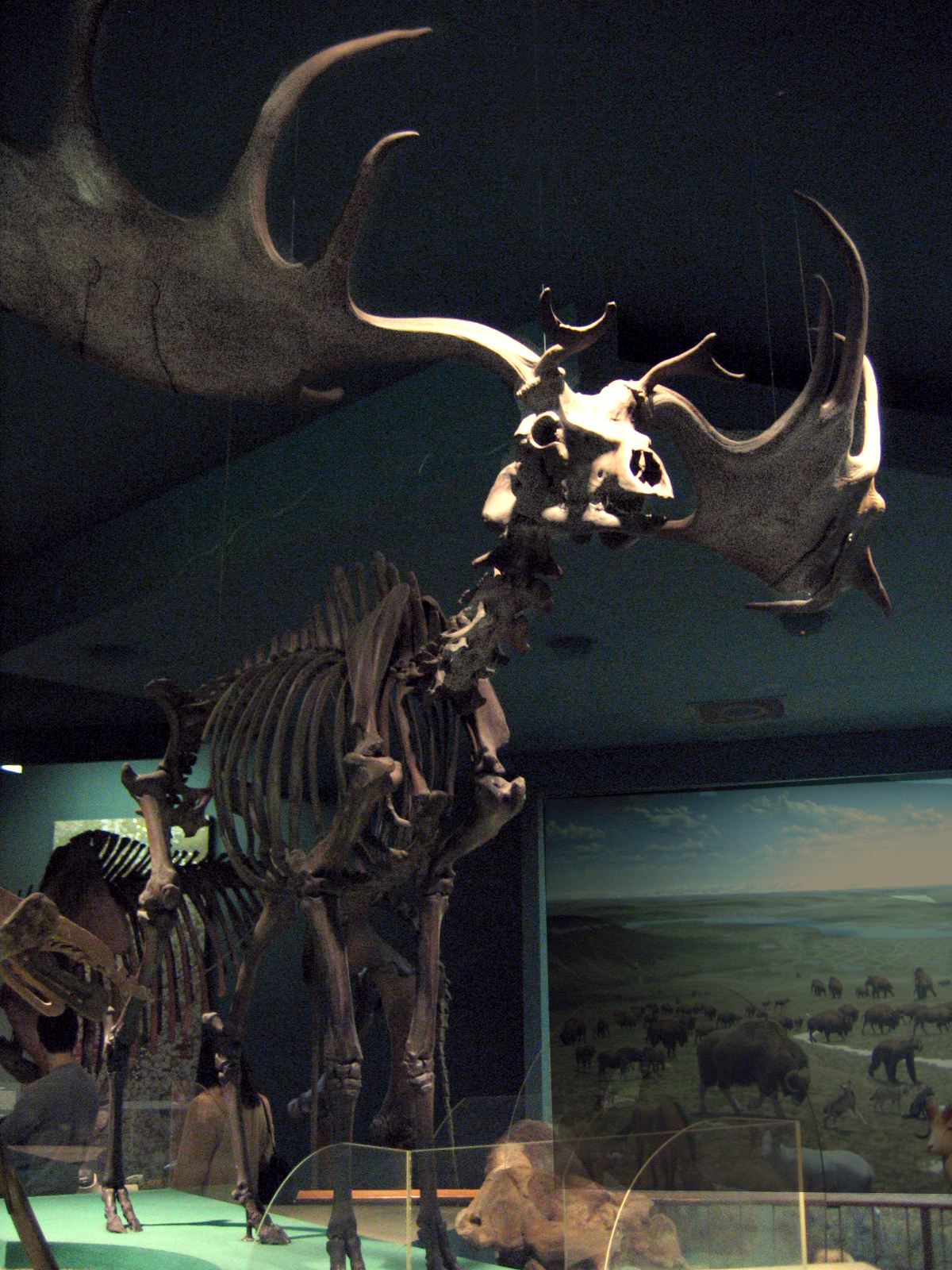
Alce irlandés

Las extinciones continuaron en el Holoceno, esta vez atribuibles sin ninguna duda a la acción humana. La tasa observada de extinción se ha acelerado de manera espectacular en los últimos 50 años. Al evento de extinción del Holoceno a veces se le denomina la sexta extinción, pues en el pasado hubo otros cinco grandes eventos de extinción. En la siguiente tabla se muestra el número de géneros terrestres de más de 44 kg de peso en los últimos 100 000 años. En Australia, ocho géneros probablemente estaban ya extintos antes de la llegada de los seres humanos.
| África y Asia                                  | Australia y Nueva Guinea | Norte de eurasia             | América del Norte            | América del Sur    |
| ---------------------------------------------- | ------------------------ | ---------------------------- | ---------------------------- | ------------------ |
| Sivatherium                                    | Diprotodon               | Mammuthus primigenius        | Equus lambei                 | Smilodon           |
| Xenocyon lycaonoides                           | Zygomaturus              | Coelodonta antiquitatis      | Tapirus californicus         | Arctotherium       |
| Metridiochoerus                                | Hulitherium              | Megaloceros giganteus        | Tapirus veroensis            | Perezoso terrestre |
| Chalicotheres                                  | Phascolonus              | Homotherium                  | Camelops hesternus           |                    |
| Deinotherium, Anancus, Mammuthus subplanifrons | Palorchestes             | Panthera leo spelaea         | Hemiauchenia                 | Hippidion          |
| Hippopotamus gorgops                           | Macropus titan           | Ursus spelaeus               | Bootherium bombifrons        | Toxodon            |
| Dinofelis                                      | Procoptodon              | Crocuta crocuta spelaea      | Bison antiquus               | Macrauchenia       |
| Megantereon                                    | Sthenurus                | Bison priscus                | Bison latifrons              | Cuvieronius        |
| Megatapirus                                    | Simostherunus            | Palaeoloxodon                | Castoroides                  | Stegomastodon      |
| Gigantopithecus                                | Protemnodon              | Elasmotherium sibiricum      | Saiga tartarica              |                    |
| Megalotragus                                   | Propleopus oscilans      | Elasmotherium kirchbergensis | Neochoerus pinkneyi          |                    |
| Elephas recki                                  | Wonambi                  |                              | Eremotherium, Nothrotheriops |                    |
| Loxodonta adaurora                             | Thylacoleo carnifex      |                              | Megalonyx                    |                    |
|                                                | Varanus prisca           |                              | Paramylodon                  |                    |
|                                                | Dromornithidae           |                              |                              |                    |

## Evolución humana
Los últimos australopitecinos (que abarcan el intervalo de 4 a 1.1 millones de años antes del presente) vivieron durante la primera mitad del Pleistoceno. Estos ya se desplazaban de manera bípeda, aunque el tamaño de su cerebro era similar al de los grandes simios actuales. El género Homo apareció al comienzo del Pleistoceno hace 2.4 millones de años. El Homo habilis, la especie más antigua de este género, vivió aproximadamente de 2.5 a 1.44 millones de años atrás. El tamaño del cerebro era mayor y probablemente era capaz de la fabricación de primitivos utensilios de piedra. El Homo erectus vivió entre 1.8 millones y 300 000 años antes del presente. Probablemente conocía el uso del fuego y fue el primer humano que salió de África, habitó en Europa, China y alcanzó Indonesia. El Homo neanderthalensis (hombre de Neandertal) habitó Europa y Asia occidental desde 250 000 hasta 29 000 años atrás. Fue una especie bien adaptada al frío extremo y vivía en grupos organizados, de alrededor de treinta miembros. El Homo sapiens apareció en África hace unos 250 000 años y en sucesivas migraciones, aprovechando los puentes terrestres como consecuencia del bajo nivel del mar, se extendió por todos los continentes, a excepción de la Antártida, reemplazando a los neandertales en Europa.